# Limnephilus sibiricusoccidentis
Limnephilus sibiricusoccidentis är en nattsländeart som beskrevs av Spuris 1988. Limnephilus sibiricusoccidentis ingår i släktet Limnephilus och familjen husmasknattsländor. Inga underarter finns listade i Catalogue of Life.